# Wapen van Zwammerdam

Wapen van Zwammerdam

Het wapen van Zwammerdam werd op 24 juli 1816 aan de Zuid-Hollandse gemeente Zwammerdam in gebruik bevestigd. Op 1 februari 1964 hield de gemeente op te bestaan en werd het gebied verdeeld over de gemeenten Alphen aan den Rijn en Bodegraven. Het wapen van Zwammerdam is daardoor komen te vervallen.

## Blazoenering
De blazoenering van het wapen luidde als volgt:
Van lazuur beladen met een toren op een terras, alles in zijne natuurlijke kleur, op de toren een zwaan van zilver.
Op een blauw schild staat een toren op een terras, beide van natuurlijke kleur, waarop een zilveren zwaan zit. Op de tekening in het register van de HRvA staat de zwaan afgebeeld met een halsband om de nek. Niet vermeld in de beschrijving zijn de vensters en de poort met valhek in de toren.
De heraldische kleuren zijn lazuur (blauw) en zilver (wit). Het terras en de toren zijn van natuurlijke kleur. De grond kan dus groen zijn (gras), of bruin (aarde) en de toren mag wit zijn (kalksteen of zandsteen) of bruin / rood (baksteen). Het wapen kan dus in alle combinaties van de genoemde kleuren voorkomen.

## Geschiedenis
Het wapen werd al door de heerlijkheid Zwammerdam gevoerd. Zwammerdam heette voorheen Zwanendam, naar de adellijke familie Van Swanenburgh, waarvan een ridder, Vincent genaamd, omstreeks 1481 te Utrecht werd gedood, terwijl het kasteel in Zwammerdam werd verwoest. Het is dus een sprekend wapen.